# 2964 Jaschek
2964 Jaschek este un asteroid din centura principală, descoperit pe 16 iulie 1974 de Felix Aguilar Obs..